# Schoutenia accrescens
Schoutenia accrescens är en malvaväxtart som först beskrevs av Maxwell Tylden Masters, och fick sitt nu gällande namn av Elmer Drew Merrill. Schoutenia accrescens ingår i släktet Schoutenia och familjen malvaväxter. Inga underarter finns listade i Catalogue of Life.